# Крцаниси (Гардабанский муниципалитет)
Крцаниси (груз. კრწანისი) — село в Грузии, на территории Гардабанского муниципалитета края (мхаре) Квемо-Картли.

## География
Село находится в юго-восточной части Грузии, к востоку от реки Куры, на расстоянии приблизительно 21 километра (по прямой) к северо-западу от города Гардабани, административного центра муниципалитета. Абсолютная высота — 413 метров над уровнем моря.

## Население
По результатам официальной переписи населения 2014 года в Крцаниси проживал 2781 человек (1344 мужчины и 1437 женщин). В национальной структуре населения грузины составляли 90,5 %, азербайджанцы — 5,3 %, армяне — 3,5 %.
| Год  | Население, человек |
| ---- | ------------------ |
| 2002 | 2560               |
| 2014 | ↗ 2781             |